# Effectif actuel des Americans de Rochester
| No    | Nom                   | Nat. | Position       | Arrivée |
| ----- | --------------------- | ---- | -------------- | ------- |
| -     | Felix Sandström       |      | Gardien de but |         |
| +027, | Devon Levi            |      | Gardien de but |         |
| +029, | Michael Houser        |      | Gardien de but |         |
| -     | Peter Tischke         |      | Défenseur      |         |
| +007, | Ethan Prow – A        |      | Défenseur      |         |
| +022, | Zach Metsa – A        |      | Défenseur      |         |
| +023, | Ryan Johnson          |      | Défenseur      |         |
| +036, | Noah Laaouan          |      | Défenseur      |         |
| +056, | Kale Clague           |      | Défenseur      |         |
| +074, | Nikita Novikov        |      | Défenseur      |         |
| -     | Brendan Harris        |      | Centre         |         |
| +012, | Riley Fiddler-Schultz |      | Centre         |         |
| +014, | Noah Ostlund          |      | Centre         |         |
| +019, | Graham Slaggert       |      | Centre         |         |
| +025, | Jiří Kulich           |      | Centre         |         |
| +026, | Mason Jobst – C       |      | Centre         |         |
| +044, | Tyson Kozak           |      | Centre         |         |
| +055, | Josh Dunne – A        |      | Centre         |         |
| +092, | Anton Wahlberg        |      | Centre         |         |
| -     | Ty Cheveldayoff       |      | Ailier gauche  |         |
| +011, | Lukas Rousek          |      | Ailier gauche  |         |
| +018, | Isak Rosén            |      | Ailier gauche  |         |
| +045, | Brendan Warren        |      | Ailier gauche  |         |
| +052, | Aleksandr Kisakov     |      | Ailier droit   |         |
| +079, | Viktor Neuchev        |      | Ailier gauche  |         |
| +081, | Brett Murray – A      |      | Ailier gauche  |         |
| +020, | Olivier Nadeau        |      | Ailier droit   |         |

1. ↑  (en) « Liste des joueurs », sur www.amerks.com